# Bătălia de la Termopile
Bătălia de la Termopile (greacă Θερμοπύλαι, Thermopylae, „Porțile fierbinți”) a fost o luptă care s-a dat între o alianță a unor polisuri (orașe-state) din Grecia Antică, condusă de regele Leonidas al Spartei și Imperiul Persan al lui Xerxes I. Bătălia a durat trei zile în timpul celei de-a doua invazii persane în Grecia, în același timp cu Bătălia de la Artemisium, în august sau septembrie 480 î.Hr., și a avut loc în trecătoarea Termopile. Invazia persană fusese pornită ca răspuns întârziat la înfrângerea suferită de perși în prima invazie, terminată cu victoria atenienilor în Bătălia de la Maraton din anul 490 î.Hr.. Zece ani mai târziu, Xerxes ridicase o armată uriașă pe care o trimisese, pe uscat și pe mare, să cucerească Grecia. Generalul atenian Temistocle a propus ca oștile alianței grecești să blocheze înaintarea armatei de uscat la Termopile și în același timp, flota persană urma să fie blocată în strâmtoarea Artemisium.
O armată a aliaților greci formată din aproximativ 7.000 de oameni a mărșăluit înspre nord ca să blocheze trecătoarea în vara anului 480 î.Hr. Armata persană a fost evaluată de sursele antice la peste un milion de oameni, dar astăzi se consideră a fi fost mult mai redusă: învățații avansează cifre diferite, dar aflate în intervalul 100.000 - 150.000. Persanii au ajuns la trecătoare la sfârșitul lui august sau începutul lui septembrie. Mult depășiți numeric, grecii au ținut piept perșilor timp de șapte zile (din care trei de luptă efectivă), până când ariergarda greacă a fost nimicită într-una din cele mai cunoscute încleștări finale ale istoriei. În timpul primelor două zile, mica armată condusă de regele Leonidas al Spartei a blocat singurul drum pe care armata persană putea avansa. După a doua zi, un localnic numit Ephialtes i-a trădat pe greci, arătându-le perșilor o cărare care ducea în spatele pozițiilor grecești. Dându-și seama că oamenii săi erau încercuiți, Leonidas a trimis înapoi grosul armatei grecești și a rămas pe loc să le acopere retragerea cu 300 de spartani, 700 de thespieni, 400 de tebani și probabil încă alte câteva sute. Aproape toți au fost uciși.
Temistocle era comandantul flotei grecești la Artemisium când a primit vestea că perșii cuceriseră strâmtoarea Termopile. Întrucât strategia inițială se baza pe blocarea perșilor în ambele puncte (Termopile și Artemisium), navele grecești s-au retras la Salamina. Perșii au invadat Beoția și apoi au capturat Atena, care între timp fusese evacuată. Dorind o victorie decisivă asupra flotei persane, aliații au atacat-o la Salamina, la sfârșitul anului 480 î.Hr. și au câștigat. Temându-se să nu fie prins în capcană în Europa, Xerxes și-a retras grosul armatei în Asia, lăsându-l pe Mardonius să termine cucerirea Greciei. În anul următor, armata de uscat persană a fost învinsă în Bătălia de la Plateea, invazia persană în Grecia fiind oprită.
Scriitorii antici și contemporani au folosit bătălia de la Termopile ca un exemplu al forței unei armate patriotice formate din oameni liberi în lupta de apărare a propriului teritoriu. Reușita apărătorilor de la Termopile reprezintă un exemplu al avantajelor pe care le oferă pregătirea, echipamentul și folosirea terenului împotriva unei armate superioare în număr, și a devenit un simbol al curajului în fața unor sorți neprielnici.

### Armata persană

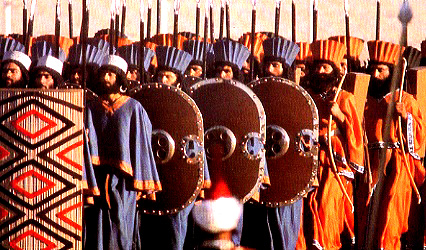
Soldați perși - reconstituire

### Armata greacă

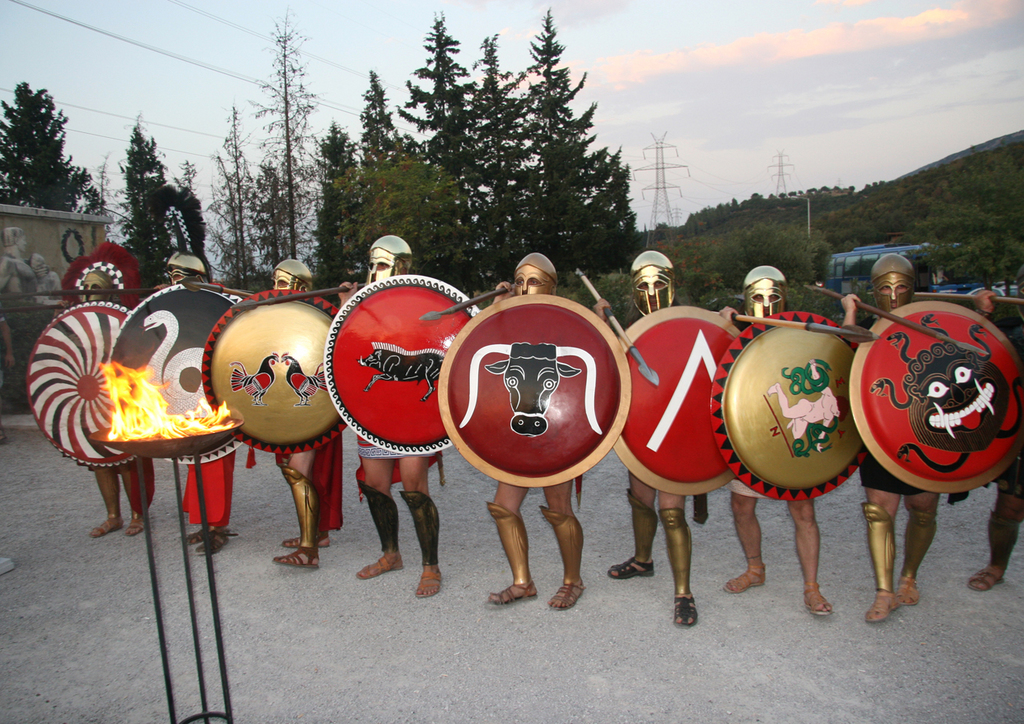
Hopliți spartani

### Prima zi

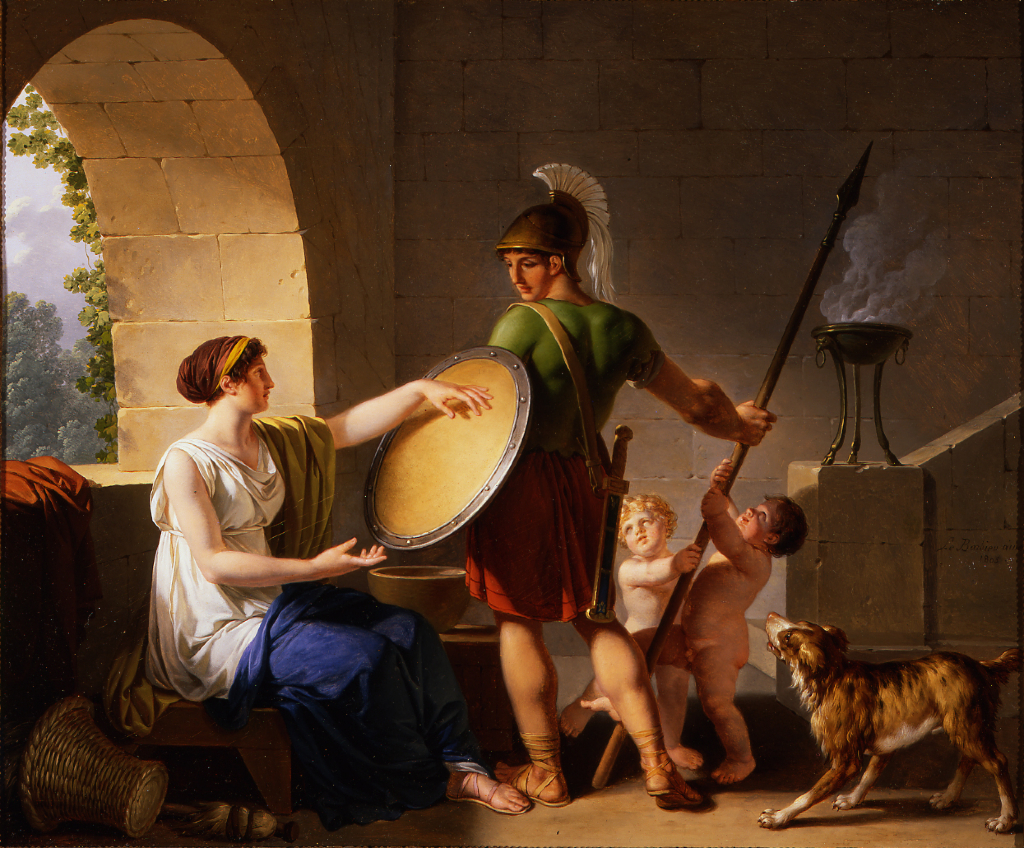
Femeie spartană oferindu-i scutul fiului și spunându-i să se întoarcă „cu scut sau pe scut”

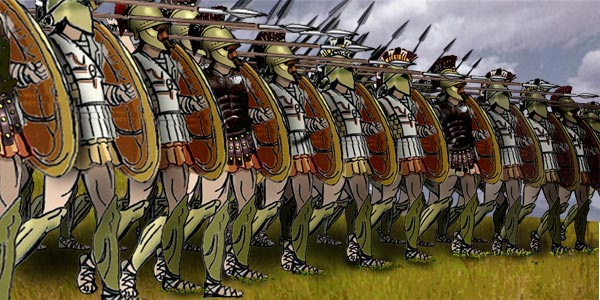
Falangă greacă

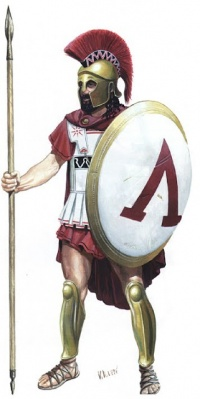
Soldat spartan

### A doua zi

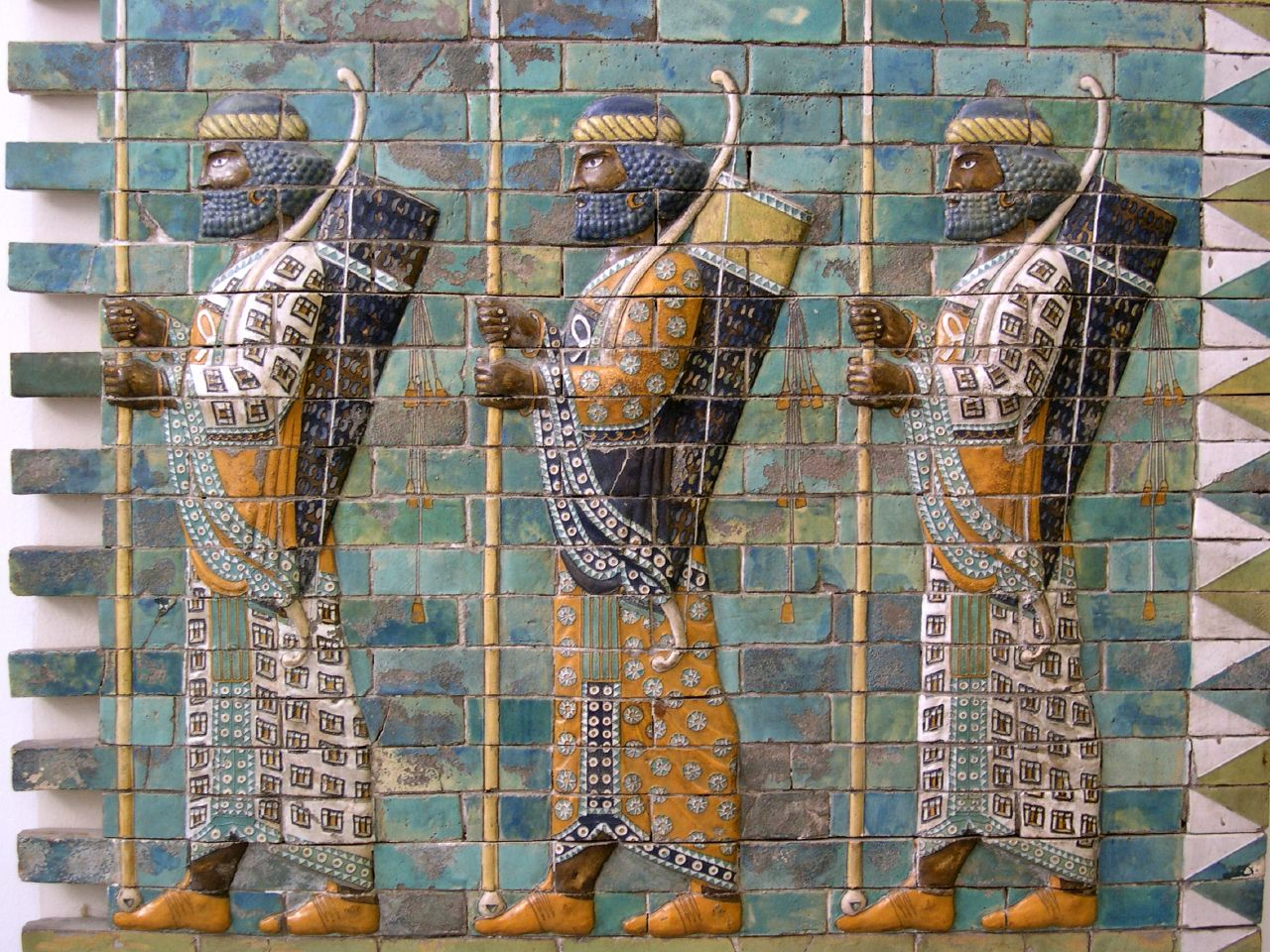
Războinici persani, probabil Nemuritorii.

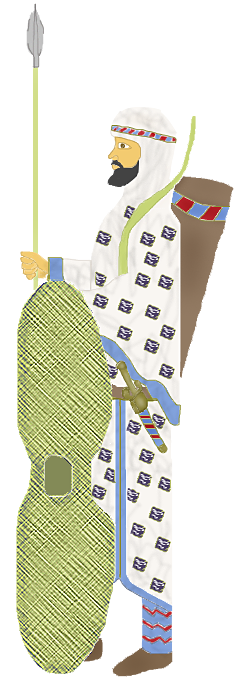
Nemuritor

### A treia zi

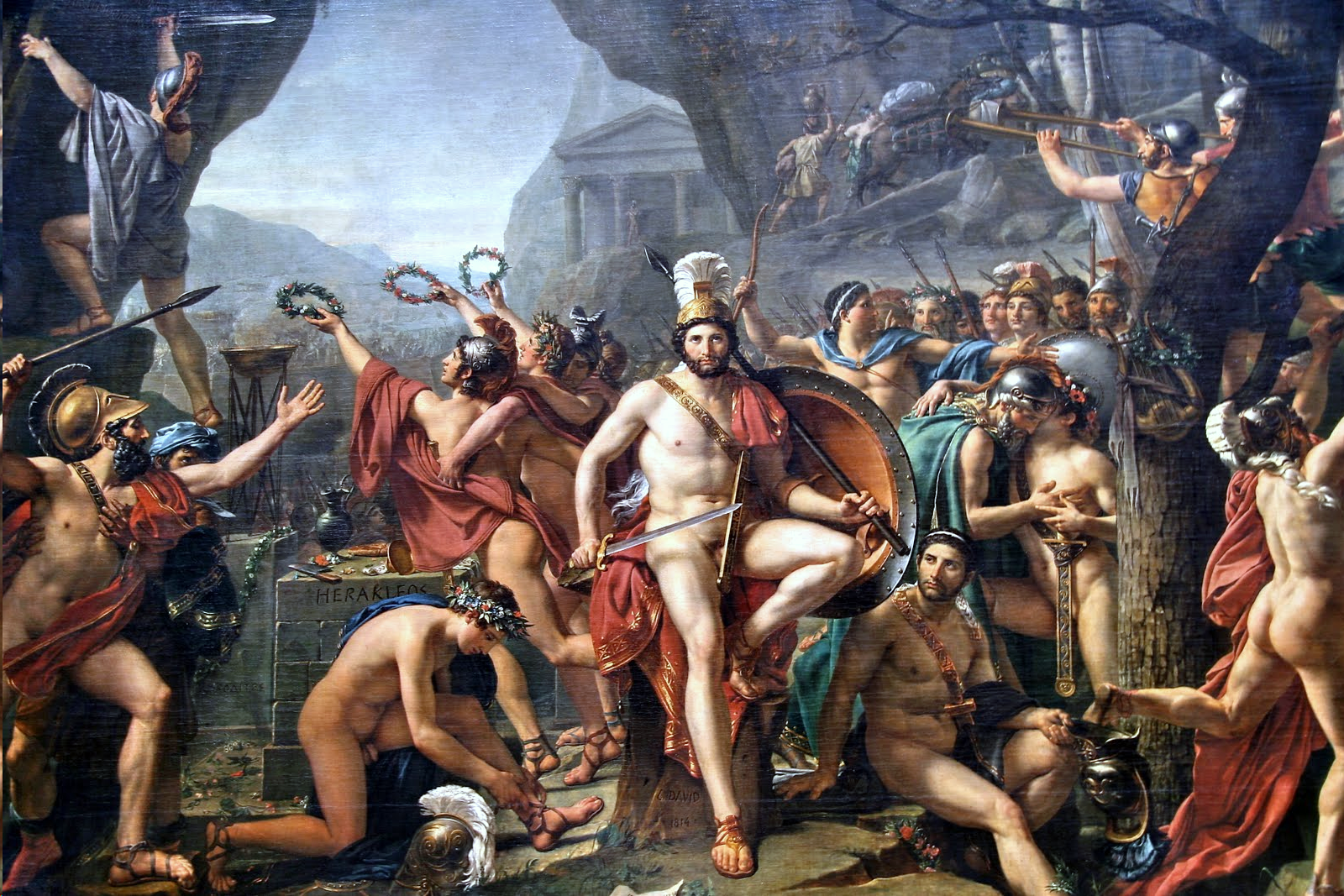
Bătălia de la Thermopyles (Jacques-Louis David)